# 西安报话大楼
西安报话大楼，又称西安电报大楼，位于陕西省西安市新城区西新街西华门十字东南角，1959年9月动工兴建，1965年3月竣工，为西安市标志性建筑之一。西安报话大楼由西安冶金建筑学院附属设计院设计师沈元恺设计，西安市第二建筑工程公司承建，占地面积约2,000平方米，总高62.5米，由主楼和东南两翼楼三部分组成，平面呈L形。主楼主体为8层（含地下室），顶层建有2层高的钟楼，四面嵌设巨型钟表，每天早晨6时至晚上10时，每逢整点钟楼以《东方红》的旋律报时。东南两翼楼6层（含地下室）。建筑风格为仿苏式建筑。
西安报话大楼建成后成为当时西安的电信通讯枢纽，也是当时西安城内最高的建筑，并被认为是北京电报大楼的“姊妹楼”。西安报话大楼的外墙面经历过4次修整，但整体外观未发生改变。现由中国电信西安分公司管理使用。2007年公布为第三批西安市文物保护单位。2014年公布为第六批陕西省文物保护单位。2019年入选第四批中国20世纪建筑遗产名录、中央企业工业文化遗产（信息通信行业）。2020年公布为陕西省第一批不可移动革命文物。